# Uno Dalén
Karl Uno Dalén, född 10 februari 1920 i Mosjö församling i Örebro län, död 31 mars 2006 i Stockholm, var en svensk lexikograf och redaktör för bland annat Bonniers lexikon (15 delar, 1961–1967).

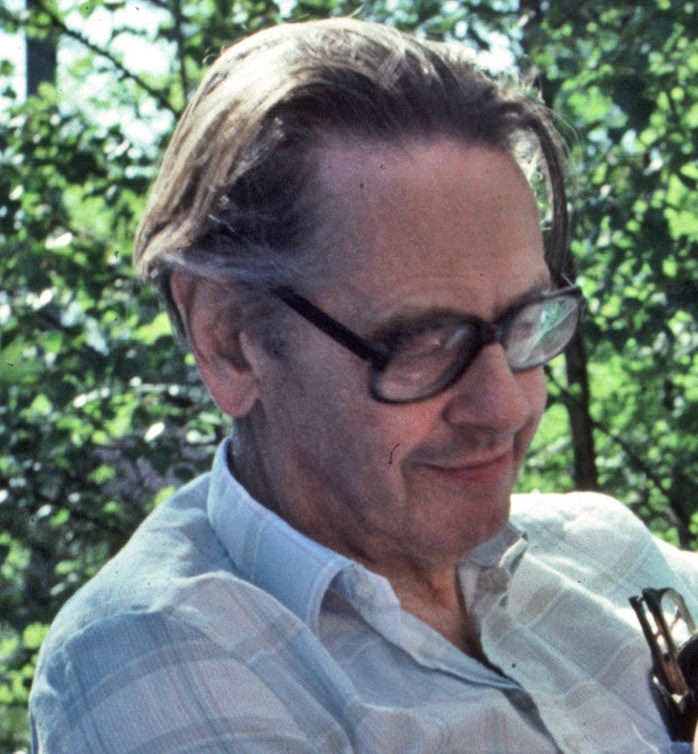

Uno Dalén avlade en fil. kand. i humanistiska ämnen vid Stockholms högskola. Han var verksam som redaktör vid Albert Bonniers Förlag och Nordiska uppslagsböcker från 1948 till sin pensionering 1985. Under åren 1953-56 var han dock anställd vid Dagens Nyheters kulturredaktion. Han hade en central roll i tillkomsten av Bonniers lexikon ("Äpplet") 1961-1967 och Nationalencyklopedin (1989-1996). Hans idé var bland annat att artikeltexten skulle gå från det centrala till det mer komplicerade. Uppslagsverket skulle även framstå som en sammanhållen enhet, vilket krävde omfattande redigeringar.
Han var från 1944 gift med departementsrådet Ingrid Dalén. Han är far till Jörgen Dalén, Kajsa Ekroth och Cilla Dalén.